# کنث هارلن
کِنِث هارلن (انگلیسی: Kenneth Harlan؛ ۲۶ ژوئیهٔ ۱۸۹۵ – ۶ مارس ۱۹۶۷) یک هنرپیشه اهل ایالات متحده آمریکا بود.